# Émile Jonas
Pour les articles homonymes, voir Jonas (homonymie).
Émile Jonas est un compositeur français né à Paris le 5 mars 1827 et mort à Saint-Germain-en-Laye le 21 mai 1905.

## Biographie
Émile Jonas est né dans une famille juive à Paris le 5 mars 1827. Il est le fils de Simon Jonas et Jeannette Pohl. En 1841, à seulement 14 ans, le jeune Émile entre au Conservatoire national supérieur de musique et est admis dans la classe de piano et d'harmonie de Félix Le Couppey (1811-1887) et dans celle de composition de Michel Carafa (1787-1872).
En 1847, il remporte le premier prix de l'harmonie du Conservatoire, et est nommé professeur adjoint de solfège élémentaire. En 1849, il reçoit le prestigieux second grand prix de Rome de l'Institut de France pour sa cantate Antonio. Il achève ses études au Conservatoire en 1850, et l'année suivante, il offre ses services au Consistoire de Paris, comme organiste à la synagogue principale. Il est accepté, sur les conseils de Fromental Halévy (1799-1862), le populaire compositeur de La Juive. Cette synagogue, la première construite à Paris en 1819  (les Juifs étaient bannis de Paris jusqu'à la Révolution) rue Notre-Dame de Nazareth. Celle-ci comprend à l'origine une salle de prière ashkénaze et une autre séfarade.
En 1855, Jacques Offenbach transforme le théâtre de Louis Comte au passage Choiseul et crée ainsi les  Bouffes-Parisiens. C'est dans ce théâtre qu’Émile Jonas présente son premier opéra, Le Duel de Benjamin qui reçoit une excellente critique de Jules Lovy dans le Ménestrel.
Le nom d’Émile Jonas sera toujours lié à ceux de ce théâtre et son mentor et ami. Dans les années suivantes, Offenbach lui présente les meilleurs librettistes de son temps et produit six autres de ses œuvres, les opéras-bouffes en un acte de La Parade (1856), Le roi boit (1857), Les Petits Prodiges (1857) pour lequel Offenbach contribue pour au moins deux numéros, Job et son chien (1863), Le Manoir des Larénardière (1864), Avant la noce (1865), et Désiré, sire de Champigny (1869). Ces ouvrages seront au répertoire du théâtre et partiront avec la compagnie des Bouffes-Parisiens en des nombreuses tournées en France et en Europe.
Pendant tout ce temps, Émile Jonas ne néglige pas ses activités d'enseignement. En 1857, il devient professeur d'harmonie et de composition permanente du CNSM pour les étudiants militaires. Peu après, il est appelé à devenir le directeur musical de la garde impériale, où il développe une activité très intense. Il compose de nombreuses marches, fanfares et autres œuvres militaires, avec une préférence pour les instruments inventés par Adolphe Sax (1814 -1894), dont une version améliorée de la clarinette basse, le saxhorn, le saxo-trombone et évidemment, le saxophone.
Jonas fait partie du comité d'organisation des parades militaires pour l'exposition universelle de 1867 inaugurée par Napoléon III et son épouse, l'impératrice Eugénie. Hortense Schneider visite le salon sous le nom de grande-duchesse de Gérolstein, en référence au plus récent triomphe d'Offenbach. Jonas est unanimement salué non seulement pour ses contributions artistiques, mais aussi pour son dévouement et son sens de l'organisation. Il est membre de divers jurys, crée des règles pour les différentes compétitions, et organise le festival de musique de la foire. On y interprète, entre autres, des œuvres de Méhul, Auber, Gluck, Mendelssohn, Wagner, Rossini et Meyerbeer, ainsi que ses compositions La Victoire et Le Diamant. Cette même année, il devient chevalier et officier de la Légion d'honneur.
Émile Jonas, dès 1856, il fait partie, à sept reprises, du conseil d'administration de la Société des auteurs et compositeurs dramatiques, aux côtés de personnalités comme Gounod, Labiche, Sardou et Alexandre Dumas fils. Sur une lithographie représentant les caricatures de tous les compositeurs importants de son époque, il se trouve à la première rangée, près d'Offenbach. Comme lui, Émile Jonas travaille constamment. Depuis 1854, il est le directeur musical et chef de la chorale de la synagogue portugaise de Paris. Il publie en 1854 un Recueil de chants hébraïques à l’usage des temples de rite portugais, composés principalement pour solistes et chœur, avec accompagnement d'orgue et harpe.
En 1886, Jonas publie une version augmentée de l'anthologie précédente, sous le titre Recueil de Chants hébraïques Anciens et modernes exécutés au temple de rite Portugais, réunis et composés par Émile Jonas, avec des exercices de chant, les principales recommandations d'interprétation et d'intonation. Simultanément, il compile dans diverses publications les mélodies utilisées dans les autres temples du Consistoire de Paris, qui sont dans leur majorité de rite ashkénaze. Le 9 septembre 1874, lors de l'inauguration de la Grande synagogue de Paris, on exécute une pièce musicale pour baryton et chœur sur le psaume 130 du roi David, spécialement composée par Jonas pour l'occasion . Cette même année, il publie un volume de 21 compositions de divers auteurs, utilisées lors des cérémonies de mariage de cette synagogue. En 1879, il publie un autre volume de 111 pages avec la musique des services religieux pour le Chabbat.
Sous le Second Empire, Paris devient un centre industriel, culturel et touristique en constante ébullition. La ville est fréquentée par les artistes et les chefs d’État les plus célèbres du monde. On y rencontre des hommes d'affaires, des nouveaux riches et des aventuriers. Ils veulent tous se divertir. L'industrie du spectacle est à son apogée. La demande est énorme. Les artistes font de leur mieux, dont Émile Jonas. Parallèlement à ses autres activités, il ne néglige pas son œuvre théâtrale. En 1865, on crée aux Fantaisies-Parisiennes, son opéra-bouffe Les Deux Arlequins, donné à Londres deux ans plus tard. En décembre 1867, dans le climat de folie générale précédant la catastrophe de 1870, il trouve le temps d'écrire et Marlbrough s'en va-t-en guerre, un opéra bouffe en quatre actes et cinq scènes écrite avec la complicité de Georges Bizet, Isidore Legouix et Léo Delibes produit au Théâtre de l'Athénée. En 1869, il présente l’œuvre qui doit rester dans le répertoire comme la plus connue et peut-être la plus accomplie, l'opéra-bouffe en trois actes sur un livret de Jules Moinaux, Le Canard à Trois becs.
En 1871, après la guerre avec la Prusse, surviennent le siège de Paris, la faim  et les troubles de la Commune. Les théâtres sont temporairement fermés. Quand ils rouvrent, le public se fait attendre. Cette année-là, Émile Jonas présente à Londres son opéra Javotte (Cinderella the Younger), qui de l'avis de beaucoup occupe une place non négligeable parmi les œuvres musicales basée du conte Cendrillon. Dans les années 1873 et 1874,il tente sa chance à Vienne, où il crée deux de ses opéras : Goldchignon et Die Japanesin. En 1882, il revient sur la scène parisienne avec un autre opéra-bouffe en trois actes : La Bonne Aventure , sur un livret d'Hector Crémieux, au Théâtre de la Renaissance. En 1883, Le premier baiser est joué au Théâtre des Nouveautés. Plusieurs années plus tard, il compose deux œuvres inédites : La princesse Kelebella et Miss Robinson. On le considère comme l'auteur d' Estelle et Némourin et Le Roi Midas, qui ne feront l'objet que de représentations privées.
Emile Jonas meurt le 21 mai 1905, à Saint-Germain-en-Laye, dans cette ville où Offenbach met la touche finale à ses Contes d'Hoffmann. Ses restes reposent à l'ombre d'un arbre luxuriant au cimetière du Montparnasse (division 5).

## Œuvres
- Le Duel de Benjamin (livret : Eugène Mestépès), 1855
- La Parade (livret: Jules Barbier et Jules Brésil), 1856
- Le roi boit (livret: Adolphe Jaime et Eugène Mestépès), 1857
- Les Petits Prodiges (livret: Adolphe Jaime et Etienne Tréfeu), 1857
- Job et son chien (livret : Eugène Mestépès), UA 1863
- Le Manoir des Larenardière (livret : Eugène Mestépès), 1864
- Avant la noce (livret : Eugène Mestépès et Paul Boisselot), 1865
- Les Deux Arlequins (livret : Eugène Mestépès), 1865
- Marlbrough s'en va-t-en guerre (composition avec Georges Bizet, Isidore Legouix et Léo Delibes, livret: William Busnach d'après Paul Siraudin), 1867
- Le Canard à trois becs[2] (livret : Jules Moinaux), 1869
- Désiré, sire de Champigny, 1869
- Javotte ou Cinderella the Younger (livret: Alfred Thompson), 1871 à Londres
- Goldchignon (livret : Eugène Grangé, Victor Bernard et Étienne Tréfeu, en allemand Julius Hopp), 1873, Vienne
- Die Japanesin (livret : Eugène Grangé et Victor Bernard, en allemand, F. Zell und Richard Genée), 1874 à Vienne
- La Bonne Aventure (livret : Hector Crémieux et Albert de Saint-Albin), 1882
- Estelle et Némourin (livret : Émile de Najac et Henry Bocage), 1882
- Le Premier Baiser (livret : Émile de Najac et Raoul Toché), 1883
- La Princesse Kelebella
- Miss Robinson